# Qatar Open ATP
Il Qatar Open, noto anche come Qatar ExxonMobil Open per motivi di sponsorizzazione, è un torneo di tennis maschile di categoria ATP 500 che si tiene annualmente a Doha (Qatar) a partire dal 1993. Si svolge tradizionalmente sui campi in cemento del Khalifa International Tennis Complex la prima settimana di gennaio ed è quindi uno dei primi tornei dell'anno. 
Nato come torneo appartenente alla categoria ATP 250, nel 2025 nell'ambito del progetto "OneVision" dell'ATP, che prevedeva la riduzione del numero di tornei ATP 250, il torneo ha acquisito la licenza del torneo di Newport, passando quindi alla categoria superiore, ATP 500.
È stato votato dai tennisti come miglior torneo della categoria ATP Tour 250 nel 2015, 2017, 2019, 2021 e nel 2022.
Il record di vittorie in singolare è detenuto da Roger Federer, che ha vinto il torneo 3 volte. Rafael Nadal detiene invece il record di vittorie in doppio, con 4 successi.

## Albo d'oro

### Singolare
| Anno | Vincitore                 | Finalista             | Punteggio           |
| ---- | ------------------------- | --------------------- | ------------------- |
| 1993 | Boris Becker              | Goran Ivanišević      | 7–6(4), 4–6, 7–5    |
| 1994 | Stefan Edberg (1)         | Paul Haarhuis         | 6–3, 6–2            |
| 1995 | Stefan Edberg (2)         | Magnus Larsson        | 7–6(4), 6–1         |
| 1996 | Petr Korda (1)            | Younes El Aynaoui     | 7–6(5), 2–6, 7–6(5) |
| 1997 | Jim Courier               | Tim Henman            | 7–5, 6(7)–7, 6–2    |
| 1998 | Petr Korda (2)            | Fabrice Santoro       | 6–0, 6–3            |
| 1999 | Rainer Schüttler          | Tim Henman            | 6–4, 5–7, 6–1       |
| 2000 | Fabrice Santoro           | Rainer Schüttler      | 3–6, 7–5, 3–0 rit.  |
| 2001 | Marcelo Ríos              | Bohdan Ulihrach       | 6–3, 2–6, 6–3       |
| 2002 | Younes El Aynaoui         | Félix Mantilla        | 4–6, 6–2, 6–2       |
| 2003 | Stefan Koubek             | Jan-Michael Gambill   | 6–4, 6–4            |
| 2004 | Nicolas Escudé            | Ivan Ljubičić         | 6–3, 7–6(4)         |
| 2005 | Roger Federer (1)         | Ivan Ljubičić         | 6–3, 6–1            |
| 2006 | Roger Federer (2)         | Gaël Monfils          | 6–3, 7–6(5)         |
| 2007 | Ivan Ljubičić             | Andy Murray           | 6–4, 6–4            |
| 2008 | Andy Murray (1)           | Stan Wawrinka         | 6–4, 4–6, 6–2       |
| 2009 | Andy Murray (2)           | Andy Roddick          | 6–4, 6–2            |
| 2010 | Nikolaj Davydenko         | Rafael Nadal          | 0–6, 7–6(8), 6–4    |
| 2011 | Roger Federer (3)         | Nikolaj Davydenko     | 6–3, 6–4            |
| 2012 | Jo-Wilfried Tsonga        | Gaël Monfils          | 7–5, 6–4            |
| 2013 | Richard Gasquet           | Nikolaj Davydenko     | 3–6, 7–6(4), 6–3    |
| 2014 | Rafael Nadal              | Gaël Monfils          | 6–1, 6(5)–7, 6–2    |
| 2015 | David Ferrer              | Tomáš Berdych         | 6–4, 7–5            |
| 2016 | Novak Đoković (1)         | Rafael Nadal          | 6–1, 6–2            |
| 2017 | Novak Đoković (2)         | Andy Murray           | 6–3, 5–7, 6–4       |
| 2018 | Gaël Monfils              | Andrej Rublëv         | 6–2, 6–3            |
| 2019 | Roberto Bautista Agut (1) | Tomáš Berdych         | 6–4, 3–6, 6–3       |
| 2020 | Andrej Rublëv (1)         | Corentin Moutet       | 6–2, 7–6(3)         |
| 2021 | Nikoloz Basilašvili       | Roberto Bautista Agut | 7–6(5), 6–2         |
| 2022 | Roberto Bautista Agut (2) | Nikoloz Basilašvili   | 6–3, 6–4            |
| 2023 | Daniil Medvedev           | Andy Murray           | 6–4, 6–4            |
| 2024 | Karen Chačanov            | Jakub Menšík          | 7–6(12), 6–4        |
| 2025 | Andrej Rublëv (2)         | Jack Draper           | 7–5, 5–7, 6–1       |

### Doppio
| Anno | Vincitori                                 | Finalisti                                  | Punteggio           |
| ---- | ----------------------------------------- | ------------------------------------------ | ------------------- |
| 1993 | Boris Becker Patrik Kühnen                | Shelby Cannon Scott Melville               | 6–2, 6–4            |
| 1994 | Olivier Delaître Stéphane Simian          | Shelby Cannon Byron Talbot                 | 6–3, 6–3            |
| 1995 | Stefan Edberg Magnus Larsson              | Andrej Ol'chovskij Jan Siemerink           | 7–6, 6–2            |
| 1996 | Mark Knowles (1) Daniel Nestor (1)        | Jacco Eltingh Paul Haarhuis                | 7–6, 6–3            |
| 1997 | Jacco Eltingh Paul Haarhuis               | Patrik Fredriksson Magnus Norman           | 6–3, 6–2            |
| 1998 | Mahesh Bhupathi Leander Paes              | Olivier Delaître Fabrice Santoro           | 6–4, 3–6, 6–4       |
| 1999 | Alex O'Brien Jared Palmer (1)             | Piet Norval Kevin Ullyett                  | 6–3, 6–4            |
| 2000 | Mark Knowles (2) Maks Mirny (1)           | Alex O'Brien Jared Palmer                  | 6–3, 6–4            |
| 2001 | Mark Knowles (3) Daniel Nestor (2)        | Joan Balcells Andrej Ol'chovskij           | 6–3, 6–1            |
| 2002 | Donald Johnson Jared Palmer (2)           | Jiří Novák David Rikl                      | 6–3, 7–6(5)         |
| 2003 | Martin Damm (1) Cyril Suk (1)             | Mark Knowles Daniel Nestor                 | 6–4, 7–6(8)         |
| 2004 | Martin Damm (2) Cyril Suk (2)             | Stefan Koubek Andy Roddick                 | 6–2, 6–4            |
| 2005 | Albert Costa Rafael Nadal (1)             | Andrei Pavel Michail Južnyj                | 6–3, 4–6, 6–3       |
| 2006 | Jonas Björkman Maks Mirny (2)             | Christophe Rochus Olivier Rochus           | 2–6, 6–3, [10–8]    |
| 2007 | Nenad Zimonjić Michail Južnyj             | Martin Damm Leander Paes                   | 6–1, 7–6(3)         |
| 2008 | Philipp Kohlschreiber (1) David Škoch     | Jeff Coetzee Wesley Moodie                 | 6–4, 4–6, [11–9]    |
| 2009 | Marc López (1) Rafael Nadal (2)           | Daniel Nestor Nenad Zimonjić               | 4–6, 6–4, [10–8]    |
| 2010 | Guillermo García López Albert Montañés    | František Čermák Michal Mertiňák           | 6–4, 7–5            |
| 2011 | Marc López (2) Rafael Nadal (3)           | Daniele Bracciali Andreas Seppi            | 6–3, 7–6(4)         |
| 2012 | Filip Polášek Lukáš Rosol                 | Christopher Kas Philipp Kohlschreiber      | 6–3, 6–4            |
| 2013 | Christopher Kas Philipp Kohlschreiber (2) | Julian Knowle Filip Polášek                | 7–5, 6–4            |
| 2014 | Tomáš Berdych Jan Hájek                   | Alexander Peya Bruno Soares                | 6–4, 6–2            |
| 2015 | Juan Mónaco Rafael Nadal (4)              | Julian Knowle Philipp Oswald               | 6–3, 6–4            |
| 2016 | Feliciano López Marc López (3)            | Philipp Petzschner Alexander Peya          | 6–4, 6–3            |
| 2017 | Jérémy Chardy Fabrice Martin              | Vasek Pospisil Radek Štěpánek              | 6–4, 7–6(3)         |
| 2018 | Oliver Marach Mate Pavić                  | Jamie Murray Bruno Soares                  | 6–2, 7–6(6)         |
| 2019 | David Goffin Pierre-Hugues Herbert        | Robin Haase Matwé Middelkoop               | 5–7, 6–4, [10–4]    |
| 2020 | Rohan Bopanna (1) Wesley Koolhof (1)      | Santiago González Luke Bambridge           | 3–6, 6–2, [10–6]    |
| 2021 | Aslan Karacev Andrej Rublëv               | Marcus Daniell Philipp Oswald              | 7–5, 6–4            |
| 2022 | Wesley Koolhof (2) Neal Skupski           | Rohan Bopanna Denis Shapovalov             | 7–6(4), 6–1         |
| 2023 | Rohan Bopanna (2) Matthew Ebden           | Constant Lestienne Botic van de Zandschulp | 6(5)–7, 6–4, [10–6] |
| 2024 | Jamie Murray Michael Venus                | Lorenzo Musetti Lorenzo Sonego             | 7–6(0), 2–6, [10–8] |
| 2025 | Julian Cash Lloyd Glasspool               | Joe Salisbury Neal Skupski                 | 6–3, 6–2            |